# Волтрон
„Волтрон – защитникът на вселената“ (на японски: 百獣王ゴライオン – Hyakujū Ō GoLion) е японско-американски анимационен сериал от 1984 г. Сериалът е създаден на основата на два други японски анимационни филма за трансформиращ се голям робот – „Hyakujuu-ou Golion“ (百獣王ゴライオン – Hyakujūō Goraion, и „Kikou Kantai Dairugger XV“ (機甲艦隊 ダイラガーXV – Kikō Kantai Dairagā XV) съответно от 1981 и 1982 г.
Отделни епизоди от двата сериала са накъсани на отделни части, преведени и дублирани на английски език, за да създадат новия сериал. Той се излъчва в САЩ през периода 1984-1985.
Екипът на американската адаптация се състои от:
| Продуцент          | Питър Кийф Стийв Стърлинг |
| Сценарий           | Джеймисън Бруър Хауърд Олбрик Козло Джонсън Стан Оливър Джак Париц Майкъл Уокър Сол Уайнстийн |
| Музика             | Джон Питърсън |
| Озвучаващи артисти | Нийл Рос (Кийт и Пидж) Майкъл Бел (Ланс и Свен) Лени Уайнриб (Хънк и Принц Лотор) Би Джей Уорд (Принцеса Алура) Джак Ейнджъл (Крал Заркон) Питър Кълън (Коран и Дикторът) Трес Макнийл (Кралица Мерла) |

В началото на 90-те години на двадесети век сериалът се излъчва по Ефир 2 с войсоувър дублаж на български. Преведeното заглавие е Волтрон, защитника на вселената. Екипът се състои от:
| Превод              | Мартин Шурбанов                                         |
| Редактор            | Маргарита Гарвалова                                     |
| Тонрежисьор         | Румяна Райнова                                          |
| Режисьор на дублажа | Мария Николова                                          |
| Озвучаващи артисти  | Ева Демирева Георги Митев Георги Георгиев Страхил Митев |